# 行政院善後事業委員會
行政院善後事業委員會為行政院善後救濟總署結束後的後續單位，成立於1947年10月31日。其职权是：配合国际济助物资，继续办理联总和行总结束后未完成的善后事业。所定业务以涉及两个部会以上或非一部会所能单独执行而需集中办理者为限，但仍应按业务性质分别会同有关部会办理并监督指导。具体是：黄泛区复兴，渔汛机轮，机耕及农具制造，乡村工业示范及其他未完成的善后事业并经行政院核定而交办的事项。
不過，其本質從救濟事務轉為專任規劃1937年戰時黃河河堤人工爆破後的善後工作，委員會的最主要單位則為黃泛區復興局。
行政院善後事業委員會成立後首任，不但於委員會內設有如俞大維、谷正綱等多位政要委員，也在各省設置委員分支機構。不過，因為第二次国共内战等因素，該委員會並未發揮其功能。其中，黃泛區復興局局長甚至沒有布達任用。
善后事业委员会机构设置
- 主任委員為王雲五，后为蔣夢麟
- 委员12人：财政、经济、交通、农林、社会、水利、卫生各部部长及资源委员会委员长、中央银行总裁为当然委员，其余委员均由行政院聘任。
- 秘书处：置主任秘书1人，分组办事。
  - 第一组：设4科，分掌该会会议；收发、撰拟、缮校、保管文书；典守印信；该会经费出纳及庶务事项。
  - 第二组：设5科，分掌审核该会所属事业机关组织规章、计划及报告；财务及经费预决算；物资管理及运用；督导、考核所属事业机关及其他业务事项。
- 会计室
- 统计室
- 人事室：办理人事管理事项。
- 黄泛区复兴局：1947年10月成立。负责办理豫皖苏黄泛区复兴事宜。下设两处，分别办理黄泛区复兴的农村垦殖、工业建设、水利、公路建设、交通及其他黄泛区复兴事项；黄泛区复兴的物资供应、运输、配发及仓储；财务筹划、出纳、保管及其他有关物资经理等财务事项。又设秘书、会计、人事3室，分别办理该局一般行政事务、岁计、会计及人事管理事项。该局辖有河南、江苏和安徽业务管理处。
- 善后物资保管委员会：1947年10月成立。负责保管联总已捐助的长期善后物资，并筹划与保管国内外继续济助的物资、资金的有效使用。该会设委员15人，由行政院指派代表5人，并分别就国内素有社会声望的人士和联总或联合国所办类似机构所推荐的外籍人员中各选聘5人为委员。主任委员李卓敏。设财务委员会、业务研究委员会、秘书处、善后物资供应总库。
- 中国农业机械公司：1948年1月成立。负责以低廉价格供应农民简单的农具，并推广使用新式农业机械。
- 乡村工业示范处：1948年1月成立。负责研究各项小型工业并帮助、发展农村间小型的工业。
- 渔业善后物资管理处：1945年5月成立。原为行总及农林部合办，善后事业委员会成立后改隶于该会，继续负责联总提供的渔业物资使用及分配。
- 机械农垦管理处：1948年1月成立。负责帮助、发展农村农垦机械化。
- 船舶修配厂：位于上海龙华。原为行总水运大队的一部分。负责修理水运大队与渔船管理处的船舶并制配零件。设备原为美国海军的流动舰船修理厂，都安装在登陆舰、驳船上，当时总值1600万美元，共有1000多高级技工，因为薪酬优厚吸引了大量各厂高水平技工，厂长与各车间工程师均为美籍。1949年5月解放军攻占上海前组建了“护厂委员会”，反对把工厂海上拖到台湾。后并入江南造船厂。

1949年6月22日，國民政府於第二次国共内战過程中失去大部分中國大陸領土後，1949年11月，善后事业委员会撤销，其业务移交新成立的善后事业保管委员会（简称“善保会”）。 